# Muñecas
Muñecas é uma província da Bolívia localizada no departamento de La Paz, sua capital é a cidade de Chuma.